# Wakkerendijk 116
De Nieuwe Suukerkist is een rijksmonument aan de Wakkerendijk 116 in Eemnes in de provincie Utrecht.
De forse boerderij van het langhuistype is in de topgevel met vlechtingen gemetseld. De naam verwijst naar de boerderij ernaast op huisnummer 118 die "De Oude Suukerkist" heet. Het zadeldak is met riet gedekt. De symmetrische tuitgevel wordt verlevendigd met ankers en vlechtingen. In de grotendeels originele interieur bevindt zich een schouw met tegeltableau.